# Hydrocynus brevis
Hydrocynus brevis es una especie de peces de la familia Alestiidae en el orden de los Characiformes.

## Morfología
Los machos pueden llegar alcanzar los 86 cm de longitud total y 8.250 g de peso.

## Alimentación
Come peces, Caridina e insectos.

## Hábitat
Es un pez de agua dulce y de clima tropical.  

## Distribución geográfica
Se encuentran en África.